# Manuel Gran
Manuel Gran (* 29. April 1992 in Graz) ist ein österreichischer Handballspieler.

## Karriere
Der gebürtige Grazer begann seine aktive Profi-Karriere 2010 bei dem ULZ Schwaz. Davor war er bereits für das UHC Paulinum sowie das ULZ Schwaz in diversen Jugendligen aktiv. Seit der Kooperation zwischen dem ULZ Schwaz und HIT Innsbruck spielte er für die gemeinsame Bundesliga-Mannschaft. 2014 beendete er seine aktive Handballkarriere.

## Erfolge
- 1× Österreichischer Pokalsieger (mit dem ULZ Schwaz)